# Burni Kalalinge
Burni Kalalinge är ett berg i Indonesien.   Det ligger i provinsen Aceh, i den västra delen av landet, 1 600 km nordväst om huvudstaden Jakarta. Toppen på Burni Kalalinge är 652 meter över havet.
Terrängen runt Burni Kalalinge är kuperad åt sydväst, men åt nordost är den bergig.Runt Burni Kalalinge är det mycket glesbefolkat, med 4 invånare per kvadratkilometer. Omgivningarna runt Burni Kalalinge är en mosaik av jordbruksmark och naturlig växtlighet.